# Giljotin

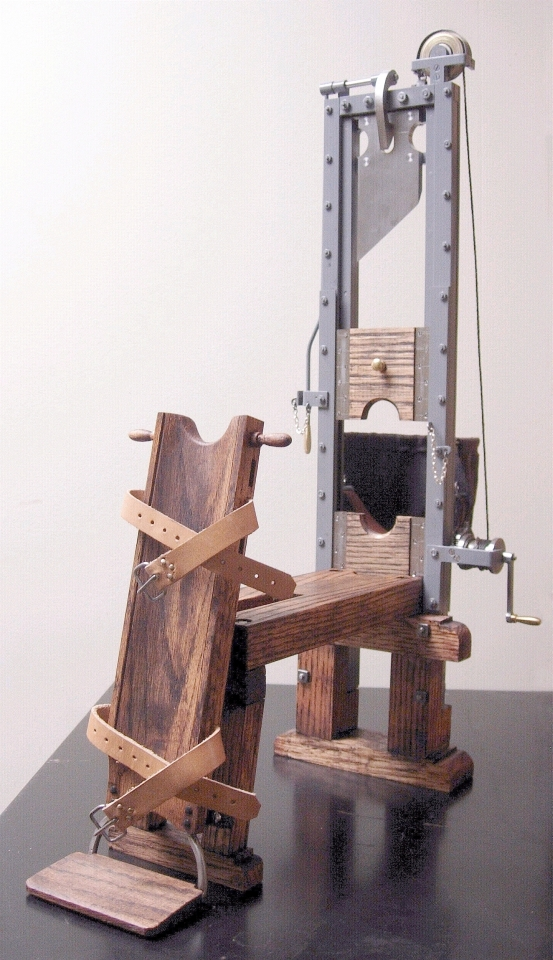
Modell i skala 1:6 av tysk giljotin från 1854.

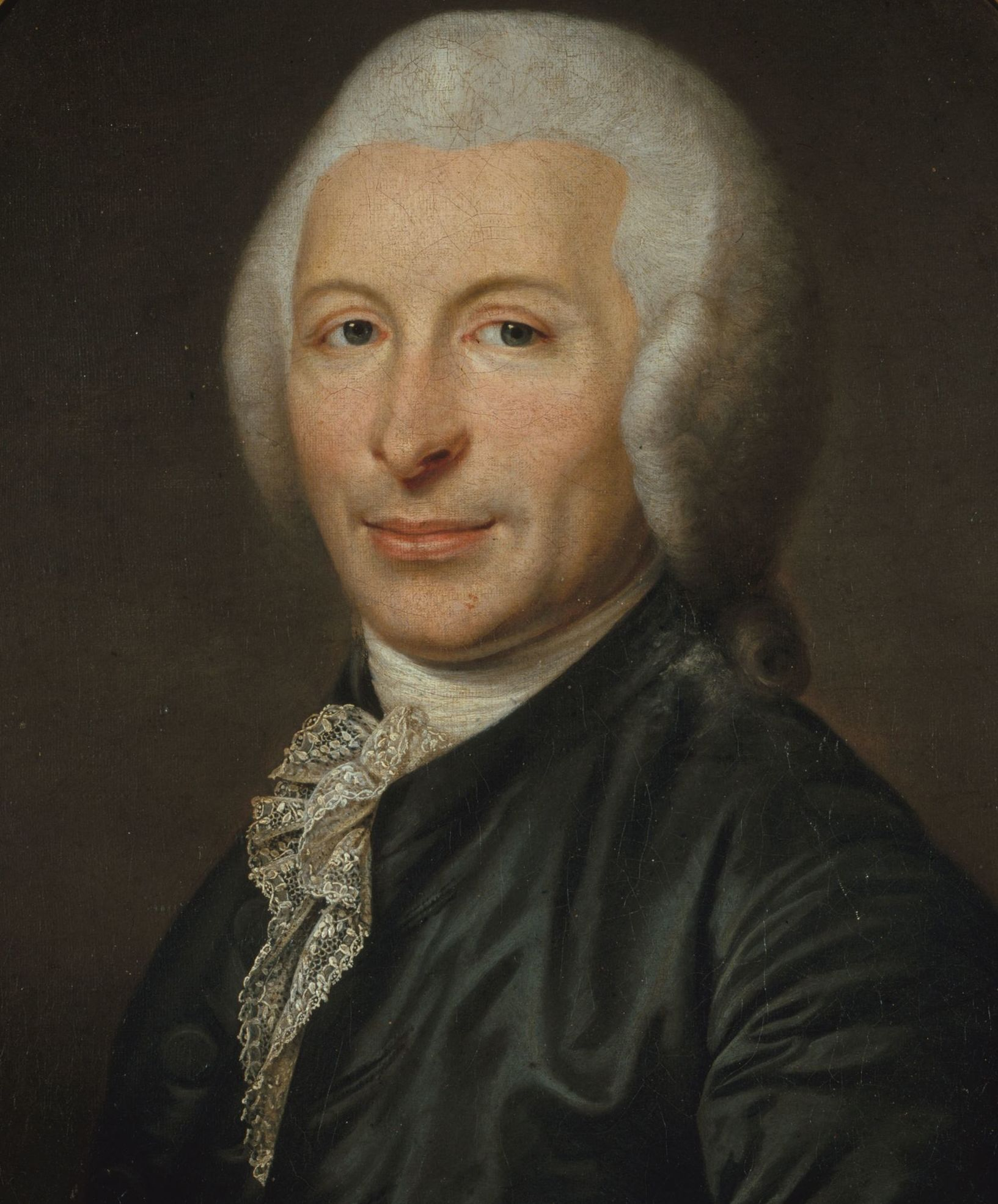
Joseph Guillotin

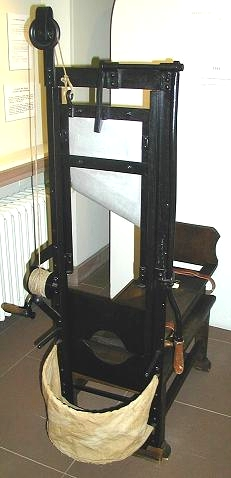
Rekonstruktion av en giljotin som använts i Baden, utställd på ett museum i Bruchsal.

Giljotin (från franska: guillotine) eller fallbila är en mekaniserad skarprättarbila, ett avrättningsverktyg, som introducerades i Frankrike 1792 i samband med den franska revolutionen (skräckväldet). En giljotin består av två vertikala skenor och en snedställd bila. Vid avrättningen frigörs bilan från sitt högsta läge och hugger igenom offret vid halsen och offret dör omedelbart.
Giljotinen var inte en helt ny uppfinning då olika sorters enklare fallbilor åtminstone sedan medeltiden har existerat före giljotinen men inte använts i samma skala. Giljotinen blev från franska revolutionen standardavrättningsverktyg i Frankrike och användes där sist 1977, i Tyskland 1966, i Schweiz 1940, i Sverige 1910.

## Användning i olika länder

### Giljotinen i Frankrike
Det var under en debatt om den nya straffrätten i den franska nationalförsamlingen 1789 som doktor Joseph Guillotin under inflytande av upplysningstidens humanitära anda föreslog att alla som dömdes till dödsstraff skulle få samma straff: avrättning genom halshuggning utförd med en enkel maskin och utan föregående tortyr. Dödsstraffet tog sig vid denna tidpunkt många olika former: dömda adelsmän avrättades relativt smärtfritt genom halshuggning med svärd eller yxa medan de lägre klasserna avrättades genom mer plågsamma metoder så som hängning, rådbråkning eller genom att brännas på bål. Även de som halshöggs för hand kunde få lida då bödeln inte alltid träffade rätt och ibland var tvungen att hacka av den dömdes huvud från kroppen. Det var dock inte förrän 1791 som nationalförsamlingen beslutade att alla som avrättades skulle halshuggas enligt förslaget. Kirurgen Antoine Louis och en tysk hantverkare bosatt i Paris vid namn Tobias Schmidt konstruerade ett avrättningsinstrument som benämndes guillotine. De två kom efter experiment på djur och människolik fram till att ett diagonalt blad skar av huvudet bättre än ett rakt som mer eller mindre krossade nacken istället. I april 1792 avrättades den första människan med giljotin, rånaren Nicolas-Jacques Pelletier. Den mest berömda giljotineringen skedde 1793 då Ludvig XVI, Frankrikes kung, avrättades med giljotin. Under revolutionens skräckvälde avrättades många inbillade och verkliga fiender till den franska regimen med giljotin. Vid skräckväldets höjdpunkt arrangerade man också massarkebuseringar, ibland med kanon, giljotinering var en för långsam metod för massavrättningar.
Den sista offentliga avrättningen i Frankrike utfördes 1939 av Eugen Weidmann. Antalet avrättningar hade stadigt minskat i Frankrike fram till Vichyregimens tillträde 1940 som inledde en temporär ökning under andra världskriget då man även avrättade de första kvinnorna sedan 1800-talet. Efter kriget yttrade president De Gaulle sitt motstånd mot avrättningar av kvinnor, en uppfattning som senare presidenter delade och halshuggningar blev praxis endast i ett fåtal mycket brutala mordfall. Hamida Djandoubi giljotinerades 1977 som siste man i Frankrike och 1981 avskaffades dödsstraffet på initiativ av president François Mitterrand.

### Giljotinen i Tyskland
Genom Napoleons erövringar spreds användandet av giljotinen till de tyska staterna. När Tyskland enades 1871 fick hela landet en ny straffrätt, och där bestämdes att alla som dömdes till döden skulle avrättas genom halshuggning, med antingen yxa eller giljotin. Hitler bestämde 1938 att dödsstraffet skulle ske med giljotin, men även hängningar var vanliga, och en halshuggning med yxa verkställdes så sent som 1944, av Olga Banjik, medan giljotineringar var betydligt vanligare. I och med nazisternas maktövertagande i Tyskland utökades drastiskt antalet brott som belades med dödsstraff, och fram till 1945 giljotinerades mellan 16 000 och 20 000 människor, fler än som avrättades på detta vis under franska revolutionen. I detta antal ingick politiska fångar som medlemmarna i motståndsgruppen Vita rosen.
I det som senare blev Västtyskland genomfördes den sista halshuggningen 1949, i Östtyskland 1966, av den tidigare Auschwitzläkaren Horst Fischer.

### Giljotinen i andra länder
Genom det franska kolonialväldet spreds användandet av giljotinen till Indokina och efter att Frankrike lämnat området användes den i Sydvietnam till den nordvietnamesiska segern 1975. Den användes även i Franska Västindien, i Franska Guyana och på Saint-Pierre och Miquelon (en gång), som än idag är en del av Frankrike.
I Sverige blev giljotinen standardmetod för avrättningar genom dekret från kung Oscar II 1906, och importerades från Frankrike under rubriken "jordbruksredskap", men kom att användas endast en gång när rånmördaren Alfred Ander avrättades på Långholmen den 23 november 1910, den sista dödsdomen efter metodskiftet som inte åsidosattes genom benådning eller omvandling i överrätt (eller, som Hilda Nilsson, undvek domen genom självmord). Den var ännu den förväntade apparaturen för verkställande när Mohammed Beck Hadjetlaché dömdes till döden 1920. Då maskinen kostade 6000 kronor att importera, långt över 100 000 kronor i 2020-talets penningvärde, var Anders avrättning vid tidpunkten sannolikt en av de dyraste i historien.
I Schweiz användes giljotinen för sista gången 1940, vid halshuggningen av Hans Vollenweider i Sarnen, Obwalden. I detta fall var apparaturen tillverkad i Zürich men hade länge använts av Luzern, som efter dödsstraffets återinförande (efter ett nationellt förbud 1874-1879) lånade ut den för samtliga nio avrättningar i landet innan dödsstraffet åter avskaffades med den nya strafflagen 1938 (trädde i kraft 1942). Den sista användningen skedde i Obwalden av Hans Vollenweider 1940. Inspirationen kom sannolikt från Geneve, som tidigare var under franskt styre under Napoleon I. Det frikostiga utlånandet av giljotinen ledde till en folkstorm i Lucerne. För det näst sista användandet vägrade kantonen St Gallen att lösa verkställningsfrågan och valde istället att benåda och deportera seriemördaren Paul Irniger till Zug, där han också dömdes till döden och halshöggs sedan kantonsregeringen framgångsrikt lånat apparaten. 
Italien använde metoden efter den franska erövringen under revolutionskrigen och Napoleons annektering av stora delar av halvön fram tills straffet avskaffades på 1880-talet. Den togs inte i bruk sedan dödsstraffet återinförts av Benito Mussolini 1926, då arkebusering istället blev norm, även i de relativt få fall då dödsstraff utdömdes för civila brott. 
Genom den franska erövringen, och efter självständigheten har Belgien använt giljotinen, senast 1918. Det var den första gången sedan 1863 och utrustningen måste lånas från Frankrike. Senare avrättningar, i samband med krigsbrott under andra världskriget, genomfördes genom arkebusering. I Nederländerna, som också införlivades med Frankrike, fanns metoden i lagen men endast hängning och arkebusering (efter andra världskriget) har använts efter självständigheten. I Österrike och Tjeckien användes metoden (flitigt) efter införlivandet med Nazityskland 1938-1945, men övergavs därefter. 
Giljotinen har även använts i Grekland, som införde den efter självständighetskriget som enda metod 1834. Svårigheter med att tillgodose alla berörda fall med utrustning ledde emellertid till att arkebusering kom att användas som substitut. Den sista halshuggningen ägde rum 1913, den sista avrättningen 1972.

## Namnet
Till en början kallades giljotinen bara för maskinen. Efter Ludvig XVI:s (franska Louis XVI) avrättning 1793 fick den namnet la louisette eller le louison, antingen efter kungen eller kirurgen som byggde den första maskinen. Det var inte förrän efter år 1800 som man för första gången började använda namnet giljotin, efter dr Joseph Guillotin. Detta är en av historiens ironier, då han var en av få dödsstraffmotståndare i dåtidens Frankrike. Han såg sitt förslag om införande av mekanisk avrättning som ett steg på vägen till att helt avskaffa dödsstraffet. I Tyskland använde man namnet Fallbeil (svenska: fallbila) istället för giljotin.

## Källhänvisningar
1. ↑  https://web.archive.org/web/20061004025142/http://www.richard.clark32.btinternet.co.uk/behead.html
2. ↑  https://langholmen.com/upplev/historia/giljotinen/#:~:text=Svenska%20staten%20betalade%20n%C3%A4rmare%20tre,en%20modell%20p%C3%A5%20L%C3%A5ngholmens%20museum.